# Viana do Alentejo
Viana do Alentejo – miejscowość w Portugalii, leżąca w dystrykcie Évora, w regionie Alentejo w podregionie Alentejo Central. Miejscowość jest siedzibą gminy o tej samej nazwie.

## Zabytki
- Zamek którego budowę rozpoczęto w 1313 roku na polecenie króla Dionizego I, widoczne wpływy mauretańskie, szczególnie w konstrukcji baszt
- XVI wieczny kościół Igreja Matriz z ołtarzem w stylu manuelińskim

## Demografia
| Liczba ludności gminy Viana do Alentejo (1801–2011) | Liczba ludności gminy Viana do Alentejo (1801–2011) | Liczba ludności gminy Viana do Alentejo (1801–2011) | Liczba ludności gminy Viana do Alentejo (1801–2011) | Liczba ludności gminy Viana do Alentejo (1801–2011) | Liczba ludności gminy Viana do Alentejo (1801–2011) | Liczba ludności gminy Viana do Alentejo (1801–2011) | Liczba ludności gminy Viana do Alentejo (1801–2011) | Liczba ludności gminy Viana do Alentejo (1801–2011) | Liczba ludności gminy Viana do Alentejo (1801–2011) |
| --------------------------------------------------- | --------------------------------------------------- | --------------------------------------------------- | --------------------------------------------------- | --------------------------------------------------- | --------------------------------------------------- | --------------------------------------------------- | --------------------------------------------------- | --------------------------------------------------- | --------------------------------------------------- |
| 1801                                                | 1849                                                | 1900                                                | 1930                                                | 1960                                                | 1981                                                | 1991                                                | 2001                                                | 2004                                                | 2011                                                |
| 1 298                                               | 3 493                                               | 5 065                                               | 7 814                                               | 9 237                                               | 6 188                                               | 5 720                                               | 5 615                                               | 5 639                                               | 5 743                                               |

## Sołectwa
Sołectwa gminy Viana do Alentejo (ludność wg stanu na 2011 r.):
- Aguiar - 890 osób
- Alcáçovas - 2111 osób
- Viana do Alentejo - 2742 osoby